# Unai Simón
Unai Simón, född 11 juni 1997, är en spansk fotbollsspelare (målvakt) som spelar för Athletic Bilbao och Spaniens landslag.